# Alletiders Jul
Alletiders Jul er en dansk julekalender fra 1994, som er skrevet og instrueret af Martin Miehe-Renard og produceret af Adaptor Frontier Media A/S for TV 2. Den blev sendt første gang på TV 2 i 1994, og er siden blevet genudsendt på samme kanal i 2004, 2016, 2020 og 2023. Serien består af 24 afsnit á 25 minutters varighed, og medvirkende i serien er Jan Linnebjerg, Paul Hüttel, Jesper Klein, Jeanne Boel og Karen Gardelli. Julekalenderen følger nisserne Pyrus og Guttenborg og pigen Freja, og rigsarkivaren Bertramsen og hans sekretær Josefine på deres rejse gennem Danmarkshistorien for at finde frem til den danske jul, som ved et uheld er blevet slettet fra historiebøgerne.
Julekalenderen blev modtaget med stor ros i 1994, og er den mest sete familiejulekalender med et gennemsnitligt seertal på 1.383.000 pr. afsnit, og ved genudsendelsen i 2004 havde hvert afsnit ca. 1 mio. i seertal i gennemsnit.
Grundet seriens succes blev der efterfølgende dannet en Pyrus-franchise med tre julekalender-efterfølgere; Alletiders Nisse (1995), Alletiders Julemand (1997) og Alletiders Eventyr (2000), en film, Pyrus på pletten (2000) og en teaterforestilling, Pyrus i Alletiders Show.

## Handling
På Danmarks Rigsarkiv i København bor og arbejder rigsarkivaren Birger Bertramsen (Jesper Klein), der lever og ånder for Danmarkshistorien og bruger alle sine vågne timer på at læse og skrive om gamle konger, krige og lignende. Bertramsen har dog aldrig arbejdet alene i Rigsarkivet, da nissen Guttenborg (Paul Hüttel) har boet og arbejdet i Rigsarkivet i al hemmelighed for menneskene i mange år, hvor han sørger for at nissernes rolle i historierne ikke bliver glemt. De nyder begge godt af stilhed til at arbejde i fred og ro, men dette laves om den 1. december, da Bertramsen får besked fra det danske kongehus om at han skal udfærdige en rapport om alle de danske juletraditioner sammen med sin nye sekretær, den unge frøken Josefine Brahe (Jeanne Boel). Guttenborg får samtidig en ny logerende, den livlige ungnisse Pyrus (Jan Linnebjerg), der vil i lære som arkivnisse i Rigsarkivet ... men på grund af den overbevisning at det er et "ris-arkiv".
Pyrus er en rigtig ungnisse, som ikke kan sidde stille og som meget gerne vil lære at beherske de trylleformularer, som Guttenborg har i sin lille tryllebog. Under et øjebliks uopmærksomhed fra Guttenborg, forsøger Pyrus med hjælp fra Guttenborgs tryllebog at fortrylle bogen Julen i Danmark, men noget går galt. Pludselig falder alle bogstaverne ud af bogen, og Pyrus prøver panisk en ny trylleformular. Det buldrer nu i Nissebo og alt falder omkring. Ude i kontoret opdager Bertramsen og frk Brahe nu at alt julepynt og julehygge udenfor og i Rigsarkivet er forsvundet, dybt forvirret over, hvordan det er sket. Guttenborg og Pyrus indser nu at Pyrus ved et uheld har slettet julen fra Danmarkshistorien. Samtidig finder de to midt i al rodet i Nissebo en omtumlet og forvirret ung pige (Karen Gardelli), som ikke kan huske sit eget navn eller noget om hvem hun er.
Guttenborg og Pyrus tager sig af pigen, som de kalder Freja, og sammen med Bertramsen og Josefine (stadig uden at de ved noget om nisserne), starter de fra begyndelsen af Danmarkshistorien for at finde frem til, hvordan den danske jul blev til og hvor Freja hører til. Nisserne og Freja må dog skynde sig for Freja kan risikere at falme væk, hvis hun ikke kommer tilbage til sin plads i den rette bog. Under deres rejse igennem Danmarkshistorien møder nisserne bl.a. Frederik 7., den nordiske gudinde Freja, Margrethe Sprænghest, Erik Klipping, Valdemar den Store, Svend Tveskæg, Tycho Brahe, Christian 2., Ludvig Holberg, H.C. Andersen; Frederik Bramming og Christian den 4.
I løbet af julekalenderen lykkedes det nisserne, Freja, Bertramsen og frk Brahe at finde frem til, hvordan den danske jul blev til med hjælp fra traditioner og skikke, men netop som de ser ud til at nå i mål, falmer Freja væk. Pyrus prøver nu at genskabe uheldet, der fik Freja frem, men det lykkedes ikke og alt om julen forsvinder igen fra historiebøgerne. Pyrus får endnu en idé om selv at skrive det vigtigste og den sidste brik ind i historien, nemlig historien om julens ånd, hvilket til sidst får Freja til at komme frem, da det viser sig at hun er Julens Ånd, Xenobia. Freja hjælper med at få julen frem igen, og alt ånder fred. Omtrent samtidig opdager Bertramsen og Josefine at de er far og datter, da Bertramsen fortæller at han forlod sin lille familie for mange år siden, mens Josefine fortæller at hun aldrig har kendt sin far. De har begge dele af et iturevet billede, som viser sig at passe sammen. De får derudover færdiggjort deres rapport og julen, som de afleverer den til Kongehuset, hvorefter Bertramsen får tilsendt et ridderkors som tak.

## Medvirkende
- Jan Linnebjerg – Pyrus
- Paul Hüttel – Guttenborg
- Jesper Klein – Birger Bertramsen
- Jeanne Boel – frøken Josefine Brahe
- Karen Gardelli – Freja
- Max Hansen – Frederik 7.
- Peder Holm Johansen – Stenaldermand
- Aage Haugland – Harald Hårfager
- Thorkil Lodahl – Heimdal
- Susse Wold – Gudinden Freja
- John Hahn-Petersen – Svend Tveskæg
- Erik Kjersgaard - Saxo
- Søren Spanning – Valdemar den Store
- Ghita Nørby – Margrete Sprænghest
- Nijas Ørnbak-Fjeldmose – Erik Klipping
- Thomas Mørk – Hofnar
- Dennis Knudsen – Punker
- Steen Springborg – Christian 1.
- Nis Bank-Mikkelsen – Tycho Brahe
- Ole Ernst – Christian 2.
- Jens Okking – Christian 4.
- Henning Jensen – Ludvig Holberg
- Birthe Neumann – Emma Gad
- Ulla Jessen – Grevinde Danner
- Peter Larsen – H.C. Andersen
- Niels Olsen – Frederik Bramming

## Sange
Musikken til Alletiders Jul blev komponeret af Jan Rørdam med sangtekster af Miehe-Renard. Titelsangen blev sunget af Karen Gardelli, der også indtog rollen som Freja. Sangene blev udgivet på CD og MC i 1994. I forbindelse med genudsendelsen af julekalenderen i 2004 blev sangene genudgivet på CD i nyt cover.
| #   | Titel                     | Fremført af               | Længde |
| --- | ------------------------- | ------------------------- | ------ |
| 1.  | "Alletiders Jul"          | Karen Gardelli            | 3:12   |
| 2.  | "Julen Er Noget Som"      | Jan Linnebjerg            | 1:58   |
| 3.  | "Hvem Er Jeg"             | Karen Gardelli            | 3:42   |
| 4.  | "Hygge"                   | Jan Linnebjerg            | 2:44   |
| 5.  | "Cool Jul"                | Jan Linnebjerg            | 3:09   |
| 6.  | "Jeg Elsker Dig"          | Karen Gardelli            | 2:58   |
| 7.  | "Læs Og Lær"              | Paul Hüttel               | 2:32   |
| 8.  | "Når Man Er Lille"        | Jan Linnebjerg            | 2:28   |
| 9.  | "Jul I Gamle Dage"        | Jesper Klein, Jeanne Boel | 2:13   |
| 10. | "I Form"                  | Karen Gardelli            | 2:41   |
| 11. | "Kartoteket"              | Jesper Klein, Paul Hüttel | 2:49   |
| 12. | "Giv Dig Tid"             | Jesper Klein              | 2:03   |
| 13. | "Svend, Knud Og Valdemar" | Jeanne Boel               | 1:41   |
| 14. | "Tjing Tjang Tjing"       | Paul Hüttel               | 2:46   |
| 15. | "Lucia"                   | Jan Linnebjerg            | 2:31   |

## Produktion
Alletiders Jul blev optaget i TV1 Productions studier i Taastrup ved København, og for at undgå for store omkostninger med at lave kulisser til de mange scener, der skulle finde sted i fortiden, forsøgte skaberne sig med at lave computer-generede kulisser. Skuespillerne og scenerne blev indspillet foran en blue screen og med hjælp fra eksperter fløjet ind fra USA, blev der skabt computer-generede kulisser som blev indsat i post-produktion.
Julekalenderen var den tredje julekalender i træk, som Miehe-Renard skrev til TV2 - de to øvrige var Skibet i Skilteskoven (1992) og Jul i Juleland (1993) - men i modsætning til disse havde Miehe-Renard frie hænder til at lave sin egen fortælling. Inspirationen til historien kom fra hans søn, Oliver, som havde spurgt ind til de forskellige danske juletraditioner og deres oprindelse. Udover inspiration til historien havde sønnen også givet inspiration til Pyrus-karakteren; et barn, der hele tiden kommer til at lave ballade, selvom han i virkeligheden vil det godt.

### VHS- og DVD-udgivelser
Alletiders Jul blev i 1995 udgivet på VHS i en redigeret udgave på 4 timer. I 2001 blev denne redigerede udgave også udgivet på DVD men denne gang kun på 3 timer (grønt cover).
I forbindelse med genudsendelsen af julekalenderen i 2004 blev den nye version af serien med ny intro og 16:9-beskæring udgivet på DVD. Her var alle afsnit i fuld længde (gult cover).
I 2017 blev 2004-versionen af julekalenderen genudgivet på DVD i nyt cover (lilla cover).

### Øvrige udgivelser
I 1994 udgav instruktør og manuskriptforfatter Miehe-Renard historien fra Alletiders Jul som børnebog.
I forbindelse med genudsendelsen af julekalenderen i 2004 blev der lavet et PC-spil, som kunne købes med ugebladet Ude & Hjemme.

## Alletiders Jul-udstilling
På Bundsbæk Mølle ved Skjern blev der i 2017, 2018 og 2019 lavet en udstilling om Pyrus, som bestod af originale kostumer og genstande fra Alletiders Jul, Alletiders Nisse og Alletiders Julemand.
I 2023 vises samme udstilling på Greve Museum under titlen "Alletiders Pyrus".[kilde mangler]